# Route bleue (Europe du Nord)
Pour les articles homonymes, voir Route bleue.
La route bleue (norvégien : Blå vegen, suédois : Blå vägen, finnois : Sininen tie, russe : Голубая дорога) est une route touristique internationale passant par la Norvège, la Suède, la Finlande et la Russie.

## Parcours
La route est composée des parties suivantes :
| N.  | Route          | Parcours    | Parcours    |
| --- | -------------- | ----------- | ----------- |
| E12 | Européenne E12 | Mo i Rana   | Umeå        |
|     | Valtatie 16    | Vaasa       | Kyyjärvi    |
|     | Kantatie 77    | Kyyjärvi    | Siilinjärvi |
|     | Valtatie 9     | Siilinjärvi | Niirala     |
|     | A130 (fi)      | Värtsilä    | Lemetti     |
|     | R21            | Lemetti     | Priaja      |
|     | R21            | Priaja      | Petroskoi   |

## Vues
La route suit des voies navigables datant de plusieurs milliers d'années de l'océan Atlantique jusqu'aux rives du lac Onega,.
Il y a de nombreux lacs et rivières le long de la route. De vastes zones de forêt de la taïga dominent le paysage et une partie des alpes scandinaves en Norvège et dans l'ouest de la Suède.
| Pays     | Région                | Vue | Réf.  |
| -------- | --------------------- | --- | ----- |
| Norvège  | Nordland              | ▪ Océan atlantique ▪ Mo i Rana, ville près du Cercle Arctique ▪ Svartisen, le deuxième plus grand glacier de Norvège. |       |
| Suède    | Västerbotten          | ▪ Storuman, avec la station de ski de (Hemavan, Tärnaby), le jardin botanique alpin, la Réserve naturelle de Vindelfjällen, l'église de Stensele ▪ Musée de la forêt, à Lycksele ▪ Zoo de Lycksele, ▪ Umeå, capitale du comté de Västerbotten sur le fleuve Ume. | ,     |
| Finlande | Ostrobotnie           | ▪ Vaasa, capitale de l'Ostrobotnie ▪ Kvarken, site du Patrimoine mondial ▪ Pont de Replot, le pont le plus long de Finlande. | [ 5 ] |
| Finlande | Ostrobotnie du Sud    | ▪ Alajärvi, Bâtiments d'Alvar Aalto | [ 6 ] |
| Finlande | Finlande centrale     | ▪ Huopanankoski, l'un des plus anciens rapides de pêche de Finlande avec un paysage culturel, situé à Viitasaari. |       |
| Finlande | Savonie du Nord       | ▪ Région des lacs, ▪ Lepikon torppa à Pielavesi, la maison où est né Urho Kekkonen ▪ canal de Kolu à Tervo ▪ Korkeakoski, à Maaninka ▪ Kuopio, la capitale de Savonie du Nord au bord du Kallavesi ▪ colline de Puijo, ▪ Tahkovuori, centre touristique au bord du lac Syväri. ▪ Ohtaansalmi, marque du Traité de Teusina au lac Rikkavesi | [ 7 ] |
| Finlande | Carélie du Nord       | ▪ Région des lacs ▪ Outokumpu, Musée de la mine ▪ Joensuu, capitale de Carétie du Nord sur la Pielisjoki ▪ lac Pyhäselkä |       |
| Russie   | République de Carélie | ▪ Lac Ladoga, le plus grand lac d'Europe ▪ Valaam, monastère de l'archipel de Valaam ▪ Petrozavodsk, capitale de la République de Carélie ▪ Kizhi, site du Patrimoine mondial ▪ Lac Onega, le deuxième plus grand lac d'Europe ▪ Kondopoga, Martsialnye vody (Marcial Spa) - le plus ancien SPA Russe, Réserve naturelle de Kivatch ▪ Medvejiegorsk, Sandarmokh - le site d'exécution de masse des victimes de la répression politique en Union soviétique, Canal de la mer Blanche ("le canal de Staline") ▪ Pudozh, Parc national de Vodlozero et pétroglyphes de l'Onega. | [ 8 ] |

## Galerie

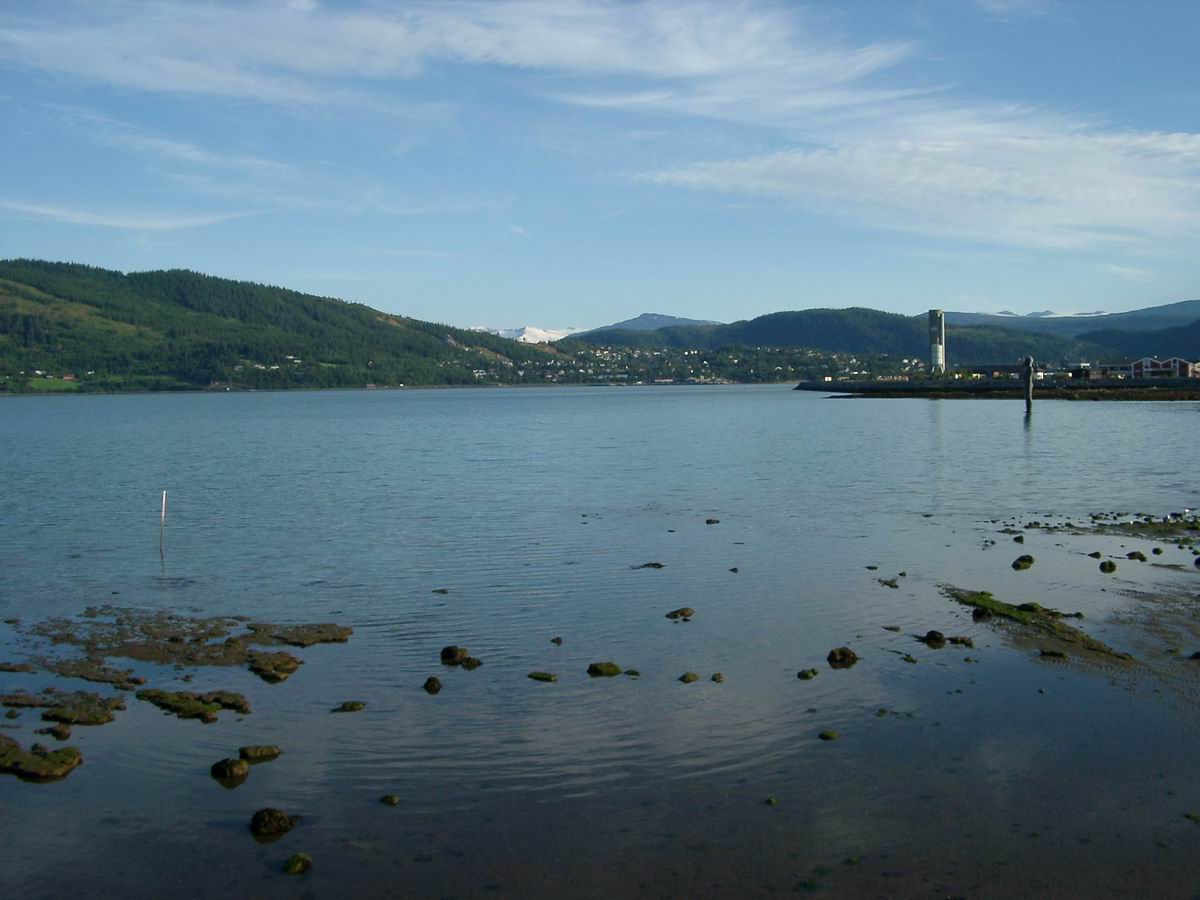
Mo i Rana, Norvège.
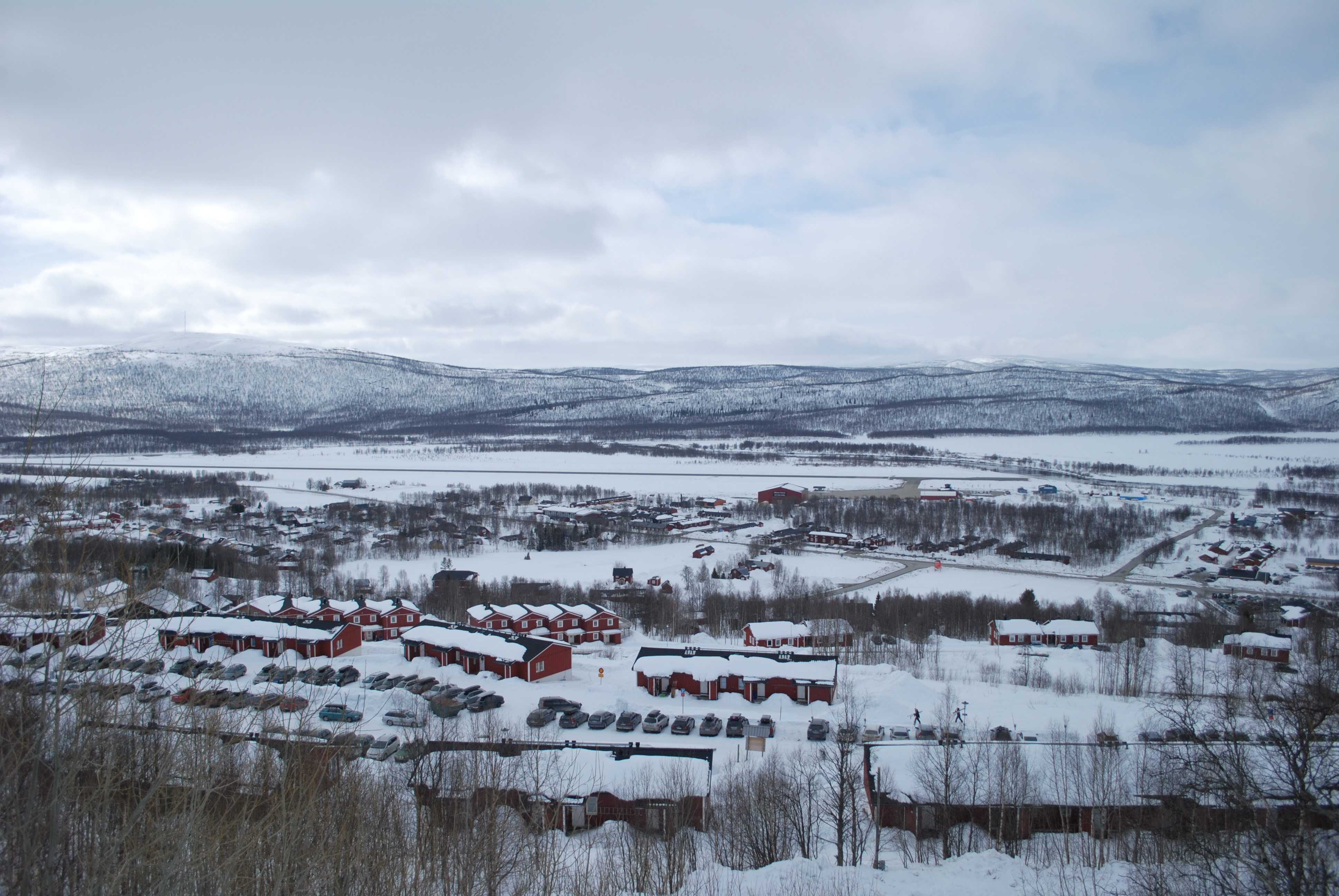
Hemavan, Suède.
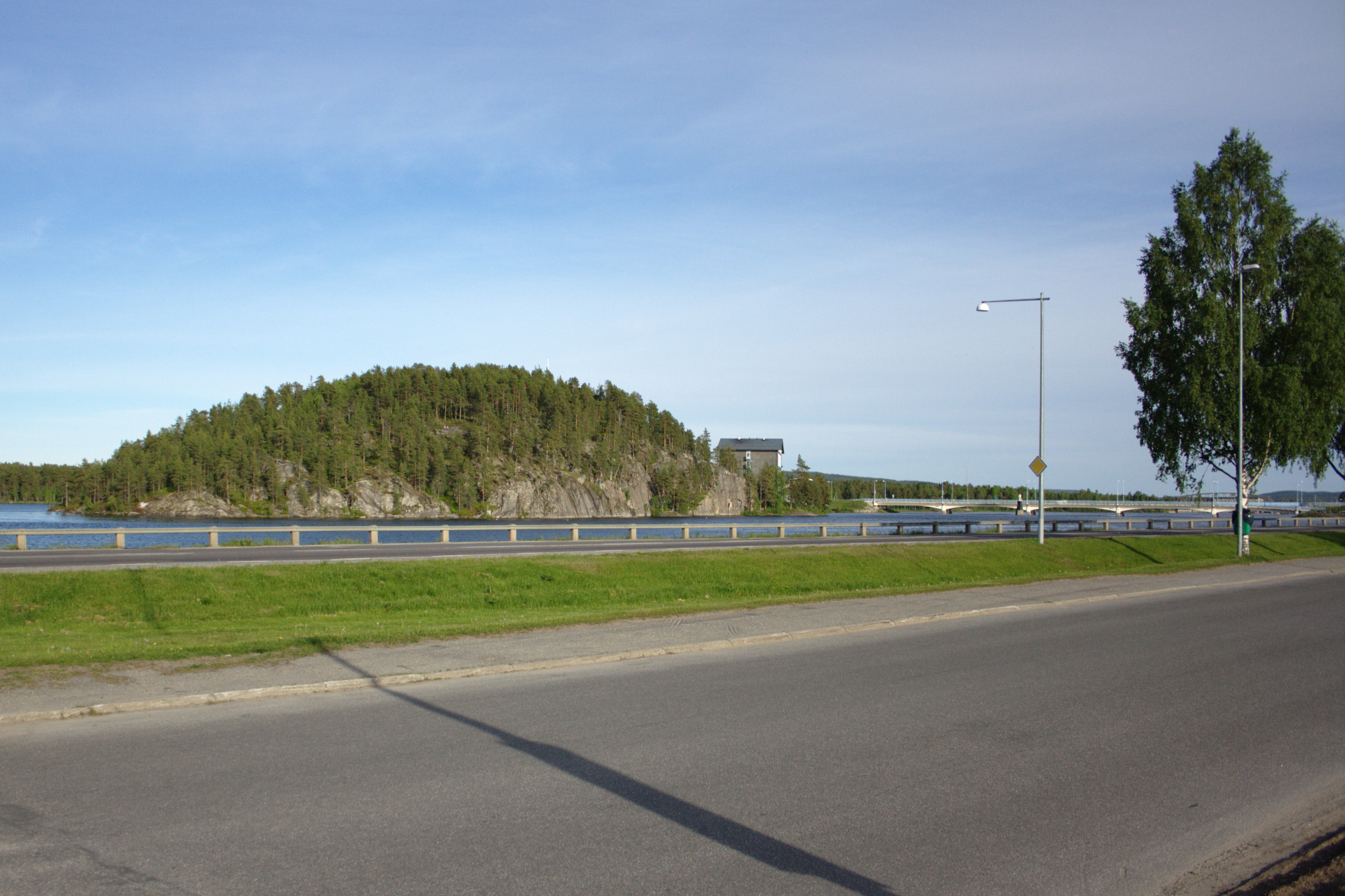
Lycksele, Suède.
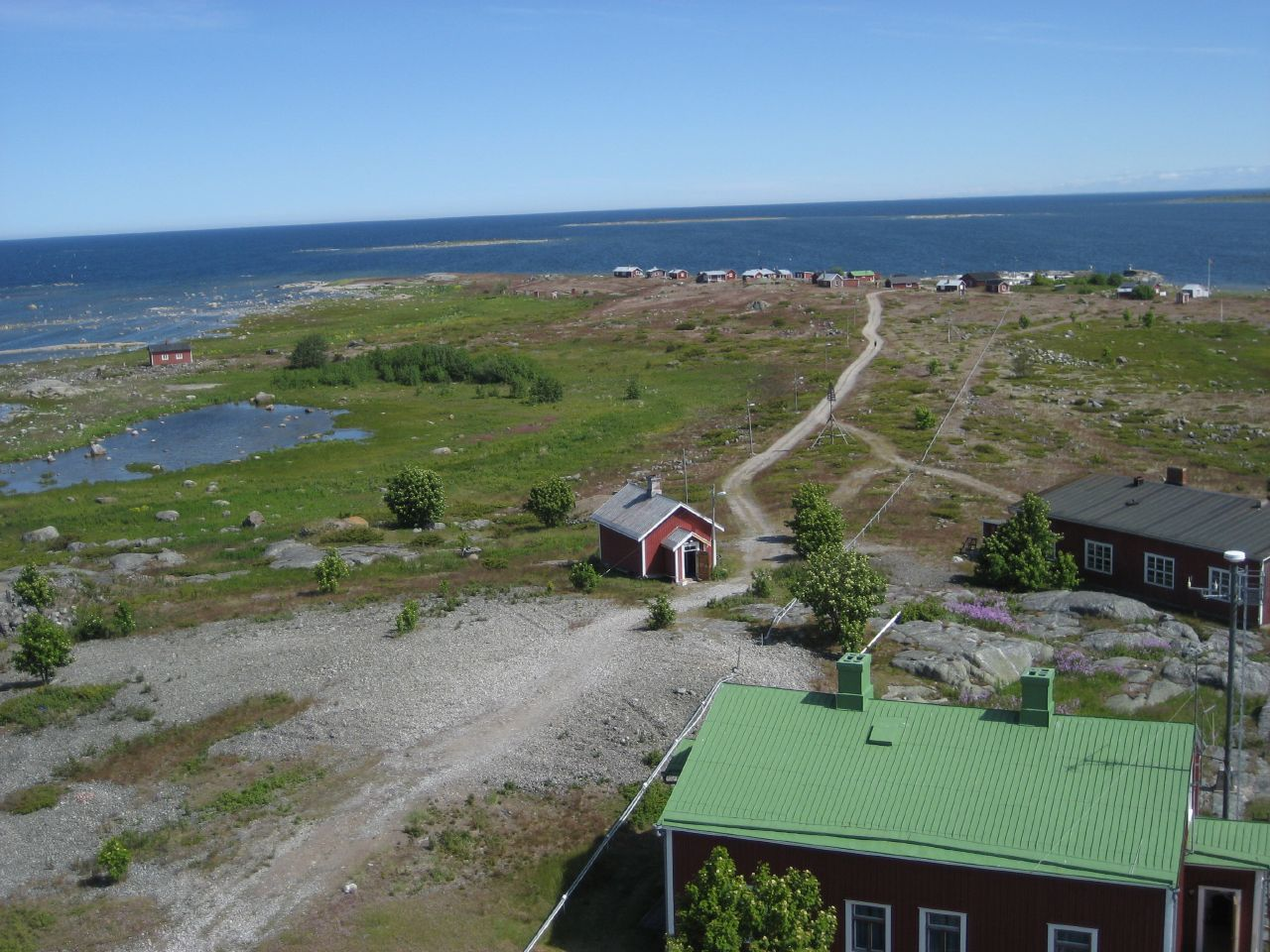
Kvarken, Finlande.
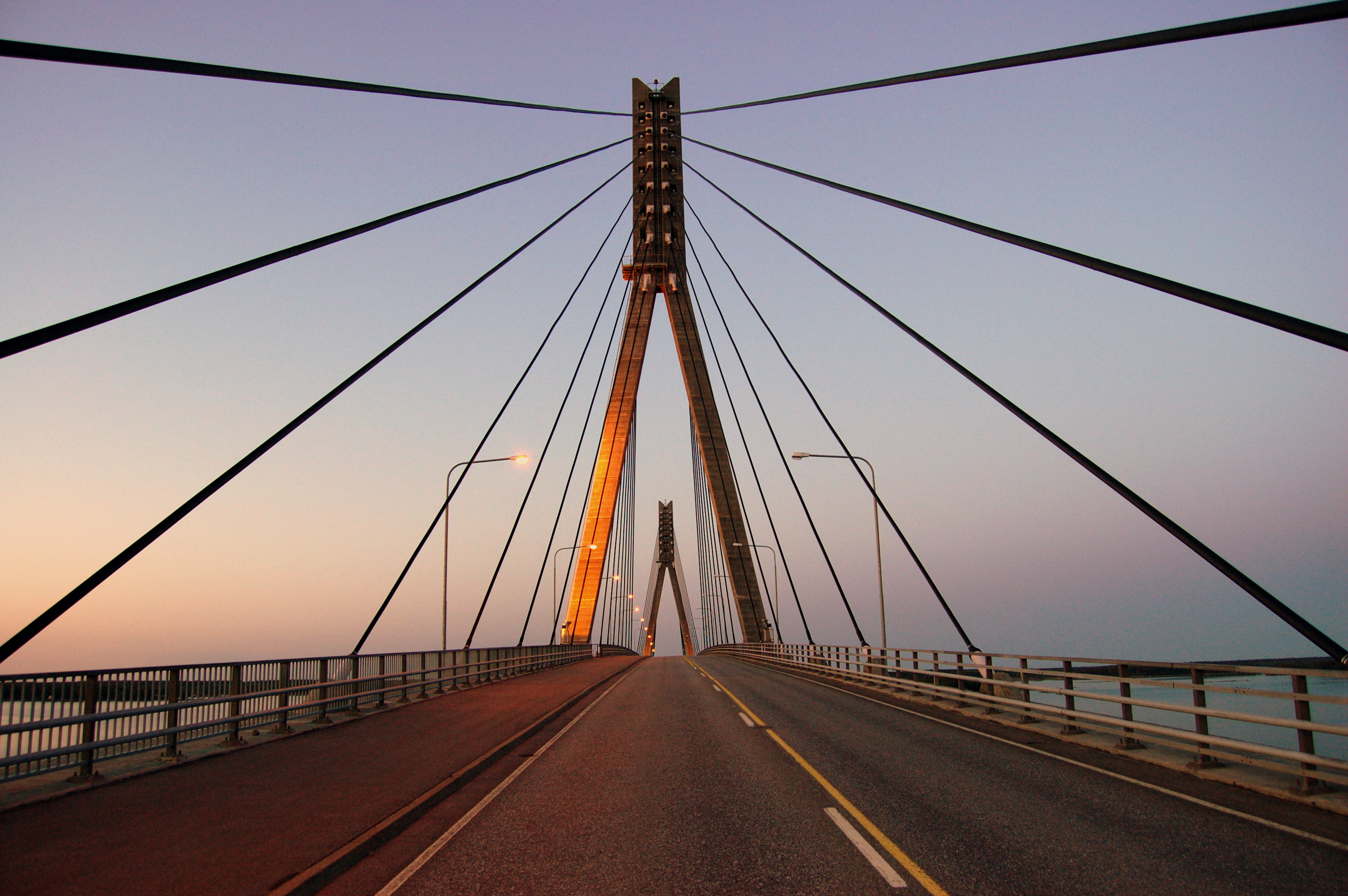
Pont de Replot, Finlande.
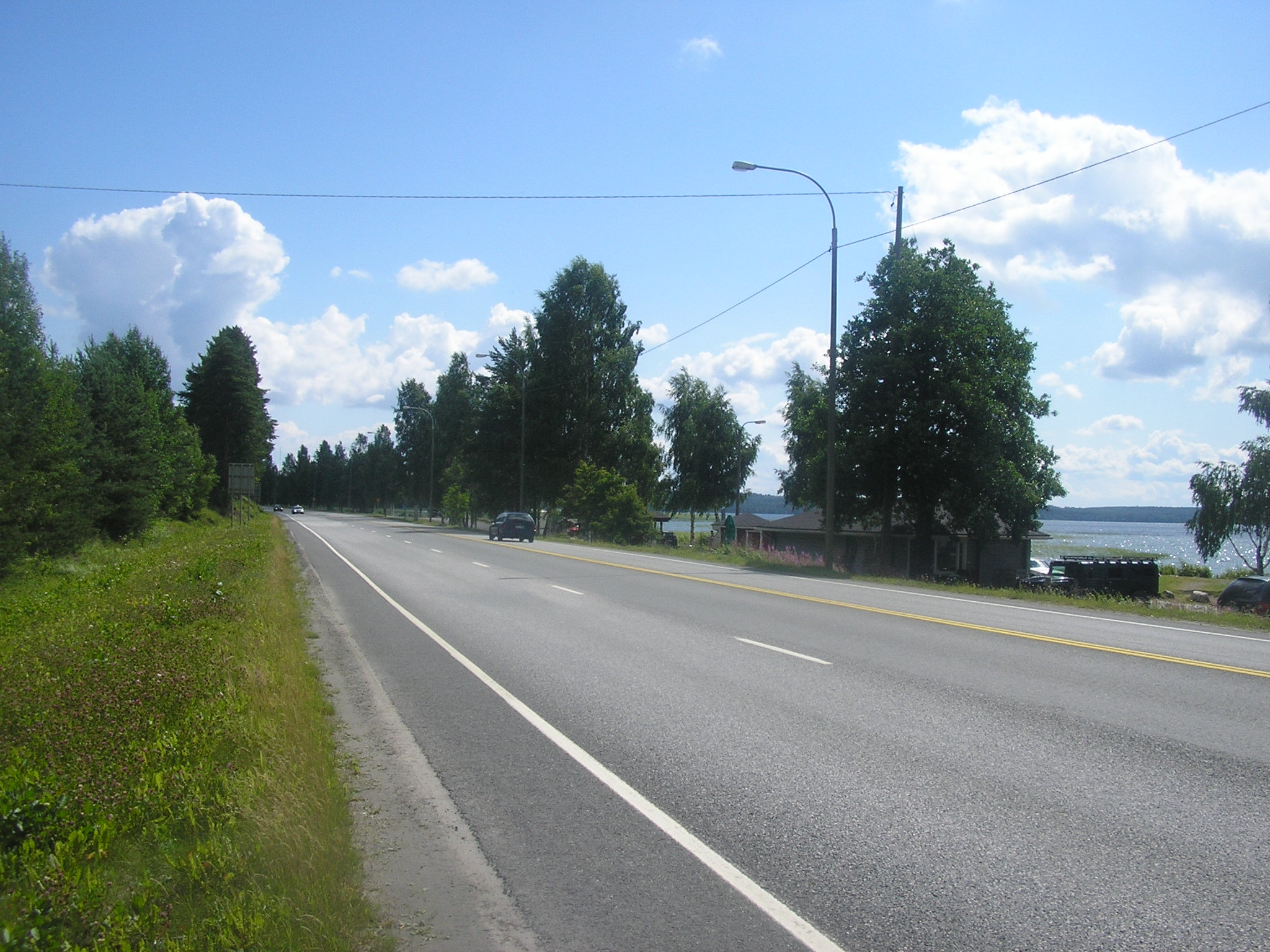
Liperi, Finlande.
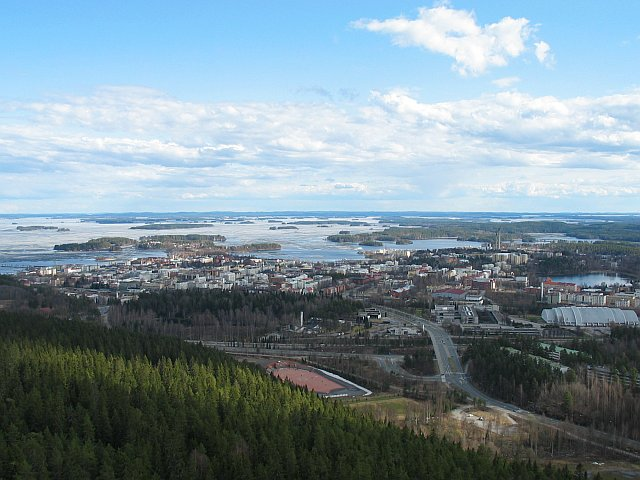
Kuopio, Finlande.
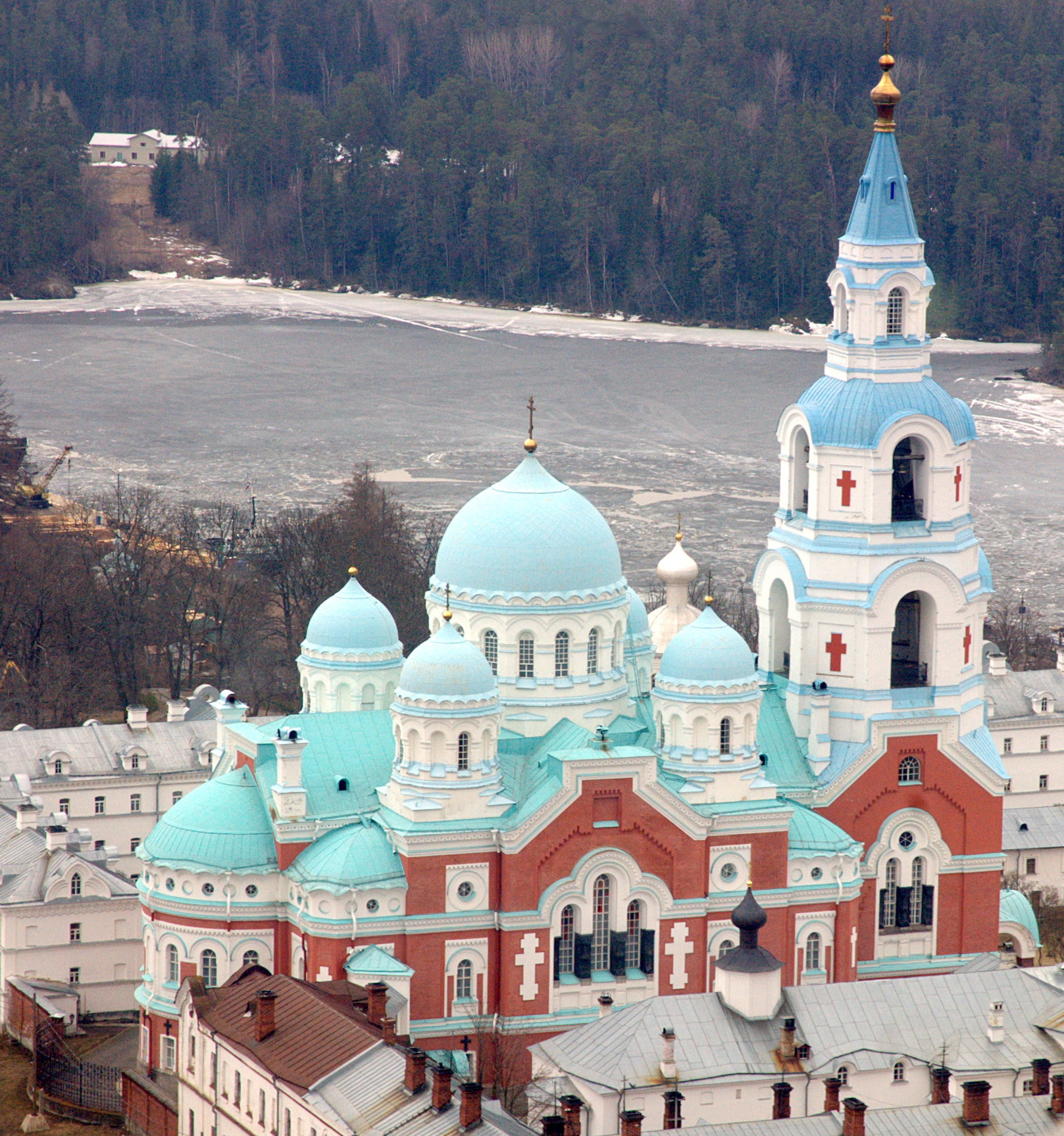
Valaam , Russie.
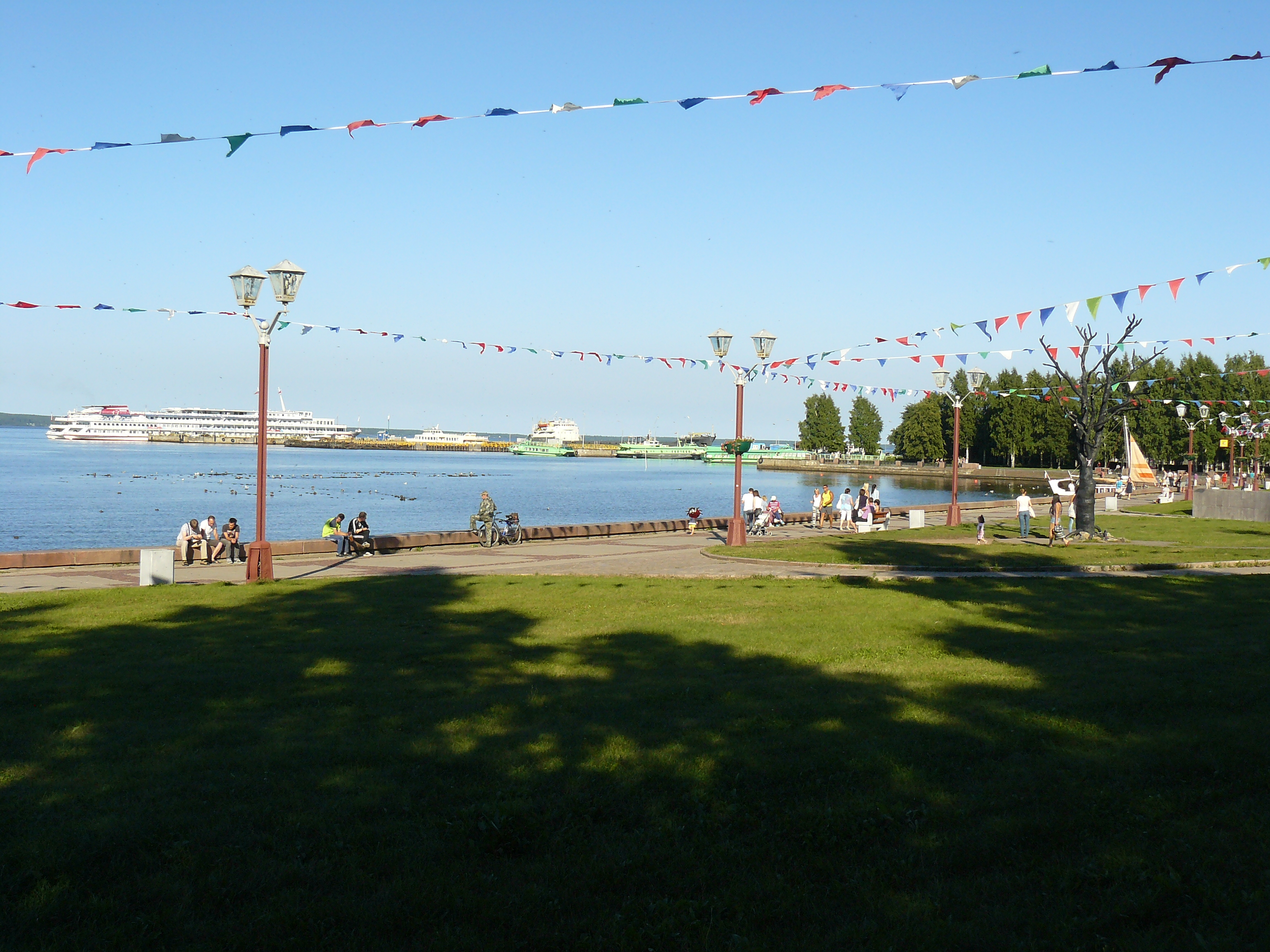
Monastère de Valaam, Russie.
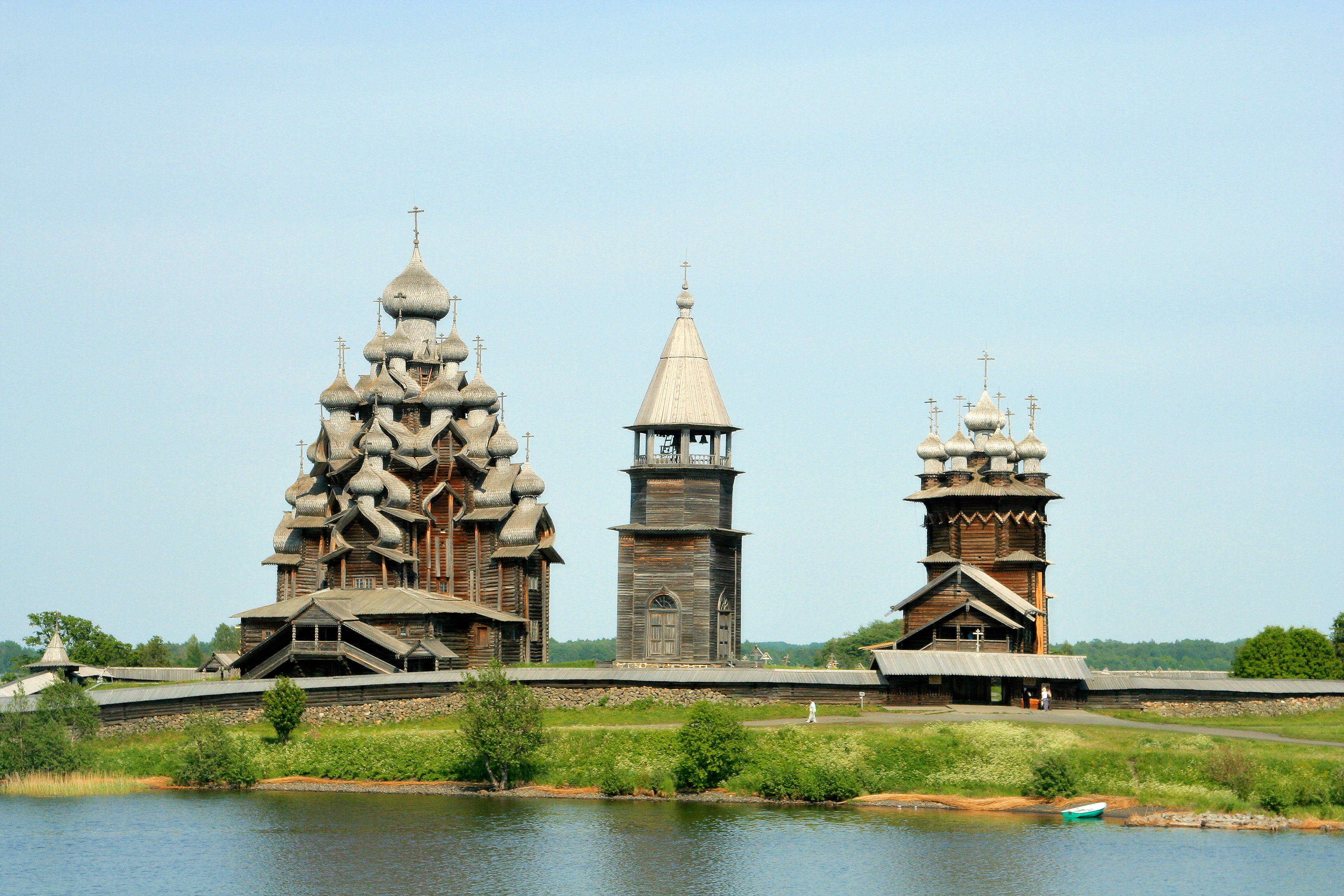
Kizhi, Russie.